# Pentru strănepoți, încă ceva despre București
Pentru strănepoți, încă ceva despre București este un film românesc din 1980 regizat de Paula Segall, Doru Segall.